# Ilicnamo (Ort)
Ilicnamo ist ein Dorf im Suco Biqueli auf der zu Osttimor gehörenden Insel Atauro.

## Geographie
Der Weiler Ilicnamo liegt an der Ostküste Atauros, südlich des Kaps Ponta Careta Tuto, in der Aldeia Ilicnamo. Knapp einen Kilometer nordöstlich befindet sich das Dorf Watupo, drei Kilometer südlich das Dorf Beloi.